# 火災の年表
火災の年表（かさいのねんぴょう）は、火災の歴史に関する年表の一覧のことである。

## アジア・オセアニア
日本の火災年表は火災の年表「日本」を参照。

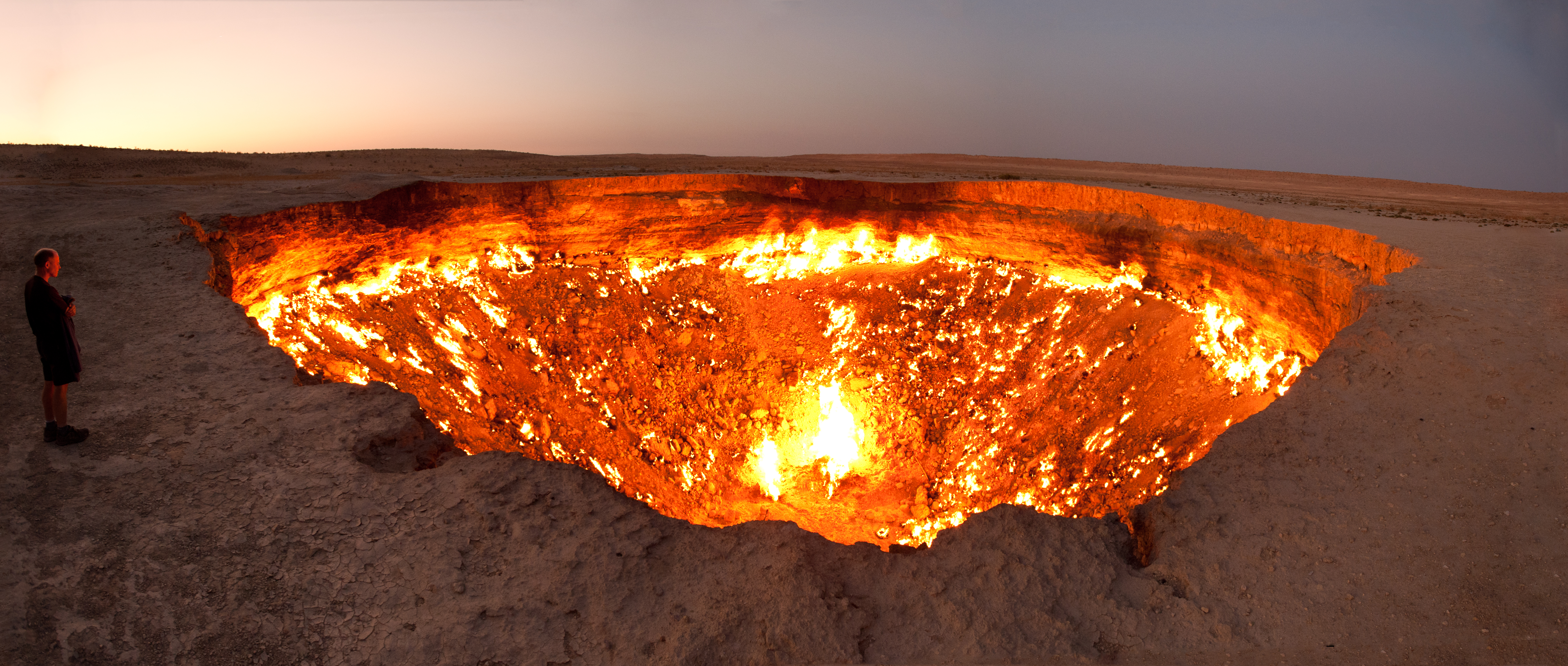
2011年現在も炎上し続けているダルヴァザ天然ガス田。

- 1729年 - コンスタンティノープル（現イスタンブール）大火。死者7000名。これ以降もコンスタンティノープルでは大火が頻発している。
- 1845年5月 - 清・広東で劇場火災。死者1600名以上。
- 1922年9月13日 - 希土戦争でトルコ軍がイズミルを攻撃して市街地が炎上、市内に多く住んでいたギリシャ人やアルメニア人が犠牲となった。
- 1930年3月10日 - 日本統治時代の朝鮮・慶尚南道昌原郡鎮海面で小学校を全焼、死者104名。
- 1938年11月13日 - 中国、中国国民党軍が湖南省長沙市街を放火、2万〜3万人が死亡した（長沙大火・文夕大火）。
- 1949年9月2日 - 中国・重慶大火。死者1700名。
- 1953年11月27日 - 韓国・釜山大火。釜山駅をはじめ市内中心部が焼失した。
- 1967年7月29日 - ベトナム沖でアメリカ海軍の空母フォレスタルで火災が発生し、死者132名を出した。
- 1971年から継続中 - トルクメニスタンのアハル州ダルヴァザにある天然ガス田火災（地獄の門、ダルヴァザ天然ガス田炎上（トルコ語版））。陥没事故によって漏出したガスを処理するために放たれた火が燃え続けている。
- 1971年12月25日 - 韓国・ソウル市のホテル「大然閣」で火災。日本人10名を含む163名が死亡した。
- 1972年12月1日 - 文化放送・MBC10大歌手青白戦収録終了後のソウル市民会館で漏電から出火（ソウル市民会館火災（朝鮮語版））、51名が死亡し76名が負傷した。
- 1974年11月3日 - 韓国・ソウル清凉里駅前の雑居ビル（現:ロッテ百貨店清涼里店（朝鮮語版）の位置）に入居した簡易宿泊施設から出火、ナイトクラブの客など90名が死亡した。
- 1978年8月19日 - イラン・アーバーダーンで映画館が放火により全焼（en:Cinema Rex fire）、少なくとも470名が死亡したと見られる。
- 1980年8月19日 - サウジアラビアのリヤド国際空港（英語版）を離陸直後のサウジアラビア航空163便の機内で火災が発生。同機は空港への引き返しに成功したが不手際が重なり、乗員乗客301人全員が死亡した。
- 1982年11月3日 - アフガニスタン・サラン峠トンネル火災（en:Salang Tunnel fire）。
- 1983年5月10日 - タイ・バンコクにあるケーダー社の工場で火災（en:Kader Toy Factory fire）、188名が死亡した。
- 1987年12月20日 - 貨客船「ドニャ・パス」が小型タンカー「ビクトル」と衝突し、火災となって沈没した。死者1,500名以上。
- 1994年12月8日 - 新疆ウイグル自治区カラマイ市で学校の生徒を招いた観劇会の最中に出火（カラマイ大火）し、生徒や教師325名が死亡した。共産党幹部がいち早く避難した一方で、非常口が封鎖されていて生徒や教師の避難が妨げられたことから批判が起きた。
- 1995年
  - 1月26日 -中国・四川省西昌衛星発射センターより打ち上げられた長征2号Eロケットが打ち上げ直後に爆発し、近隣住民など少なくとも20名が死亡した。
  - 10月28日 - アゼルバイジャンの首都で地下鉄火災（バクー地下鉄火災）。死者289名。
  - 12月23日 - インド・ハリヤーナー州で結婚式が行われていたテントから出火（en:Dabwali fire accident）、少なくとも400名が死亡した。
- 1996年
  - 2月14日 - 中国・四川省西昌衛星発射センターより打ち上げられた長征3号Bロケットが直後に制御不能となり西昌市の市街地に墜落して爆発、中国政府の公式確認では死者56名、西側メディアの推測では死者は数百名ともいわれている。
  - 3月18日 - フィリピン・ケソンのディスコで火災（en:Ozone Disco Club fire）、162名が死亡した。
- 3月28日 - インドネシア・ボゴールにあるショッピングモールが火災、78名が死亡した。
- 1999年9月24日 - インドネシア・ジョグジャカルタでシネマコンプレックスが全焼、75名が死亡した。
- 2000年
  - 4月7日 - 韓国・江原道でゴミ焼却から山林に引火、江原道から慶尚北道一帯の韓国東海岸一帯の山林23,800haが焼失した。
  - 12月25日 - 洛陽クリスマス火災。死者309名。
- 2003年2月18日 - 韓国・大邱広域市で地下鉄放火事件。死者192名。
- 2008年9月20日 - 深圳舞王倶楽部火災。死者43名、負傷者88名。
- 2009年 - オーストラリア・ビクトリア州で森林火災。173名が死亡した。
- 2009年
  - 2月9日 - 中国・北京市の中国中央電視台（中央テレビ、CCTV）が無許可の花火により新社屋傍に建設中の文化センタービルで火災（中央電視台電視文化センター火災）、消防士1名が死亡した。
  - 8月15日 - クウェート結婚式放火事件。死者57名、負傷者約90名。
- 2010年 - 2010年上海マンション火災。日本人1名を含む死者58名、負傷者70名以上。
- 2012年
  - 9月11日 - パキスタン・カラチで縫製工場から出火し（en:2012 Pakistan garment factory fires）、295名が死亡し、同じ日にラホールでも工場火災が起き25名が死亡した。
  - 11月24日 - バングラデシュ・ダッカ近郊の縫製工場で漏電から出火（en:2012 Dhaka fire）、112〜124名が死亡し200名以上が負傷した。
- 2013年6月3日 - 2013年吉林徳恵鶏肉加工工場火災。少なくとも121名が死亡した。
- 2015年
  - 6月27日 - 八仙水上楽園爆発事故。台湾・新北市で開催された音楽・ダンスイベントの演出で、着色したコーンスターチを散布したところ粉塵爆発が発生した。死者15名、負傷者約500名。
  - 8月12日 - 2015年天津浜海新区倉庫爆発事故。消防隊員や周辺住民など死者165名、行方不明者8名、負傷者798名を出し、天津港の港湾機能が麻痺するなど甚大な被害を出した。
- 2017年
  - 1月19日 - イラン・テヘランのプラスコ・ビルディングで火災が発生、さらに消火作業中にビルが倒壊した。消防隊員ら少なくとも20名が巻き込まれて死亡し、70名が負傷した。
  - 6月11日 - 中国・甘粛省蘭州市で改装中の高層ビルで火災、外壁の延焼で全焼。
  - 6月25日 - パキスタン・バハワルプルでタンクローリーが横転して積み荷のガソリンが流出。近隣住民がガソリンを持ち帰ろうと集まった所で引火爆発し、少なくとも149名が死亡、100名以上が負傷、周囲の車やバイク100台近くが全焼した。集まった住民のタバコが原因と見られる。
  - 12月21日 - 堤川スポーツセンター火災。韓国・忠清北道堤川市のスポーツセンターなどが入った商業ビルで火災が発生、サウナの客など29名が死亡、36名が負傷した。違法駐車車両による消火作業の難航、消防設備の不備、改装工事で外壁に可燃性素材を用いたことなどが被害を拡大させたと見られる。
  - 12月23日 - フィリピン・ミンダナオ島ダバオのショッピングモールで火災が発生、従業員ら37名が死亡。
- 2018年
  - 1月26日 - 密陽世宗病院火災。韓国・慶尚南道密陽市の病院で火災が発生、入院患者ら37名が死亡、131名が負傷した。これも消防設備の不備や違法増築、患者の一部を転落対策としてベッドに拘束していたことなどが被害を拡大させたと見られる。
- 2019年
  - 3月30日 - 中国・四川省凉山の山林で大規模な山火事が発生。現場の地形は複雑で斜面も急なため消火活動が難航し、消防隊員ら30名が延焼に巻き込まれ死亡した。
  - 4月4日 - 2019年江原道山林火災 - 韓国・江原道高城郡等で同時多発的に発生した大規模山火事。韓国政府は山火事としては14年ぶりの非常事態宣言である「国家災害事態」を宣言した。
  - 9月から翌2月 - オーストラリア森林火災 (2019年-2020年)。2020年2月まで延焼し、18,600,000ヘクタール以上が焼失、6,500棟以上の建築物が被害を受け、29名が死亡した大規模森林火災。
- 2020年8月4日 - ベイルート港爆発事故。レバノン・ベイルートで倉庫に保管されていた約2750トンの硝酸アンモニウムが火災により爆発。死者218名、負傷者7000名以上、30万名以上の住まいが失われた。
- 2021年10月14日 - 台湾・高雄市内の13階建てのビルで火災が発生、46人死亡、41人負傷。台湾における単一の建物火災としては過去30年間で2番目にあたる被害[1]。原因は蚊取り線香の杜撰な取り扱い、不始末[2]。→ 高雄ビル火災
- 2024年6月24日 - 韓国・華城リチウム電池工場火災。京畿道華城市のリチウムイオン電池製造工場で24日午前10時31分、火災が発生した。消防によると工場の作業員ら22人の死亡が確認された[3][4]。

## ヨーロッパ・アフリカ
- 64年7月19日 - ローマ・ローマ大火。

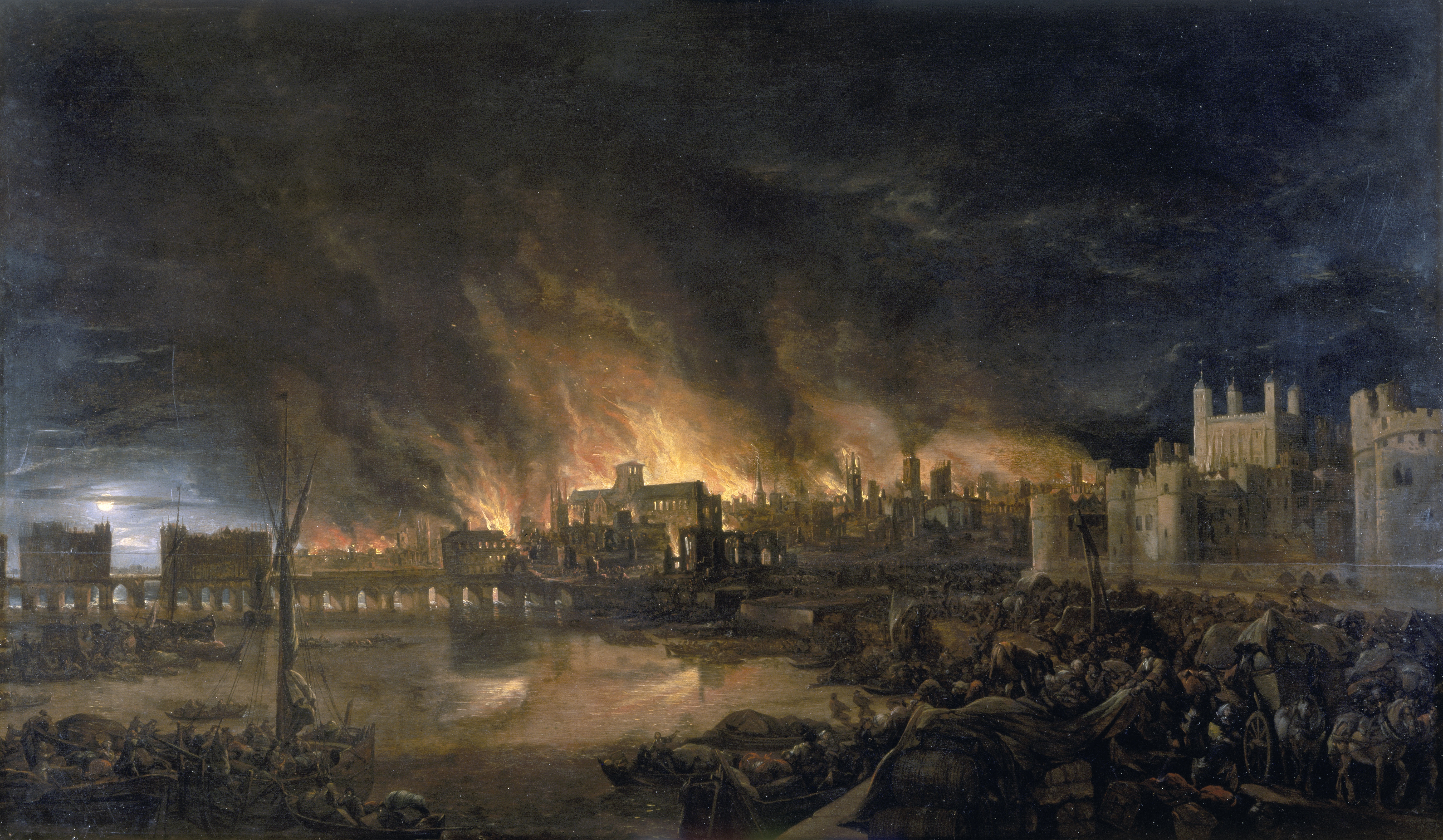
1666年のロンドン大火を描いた絵

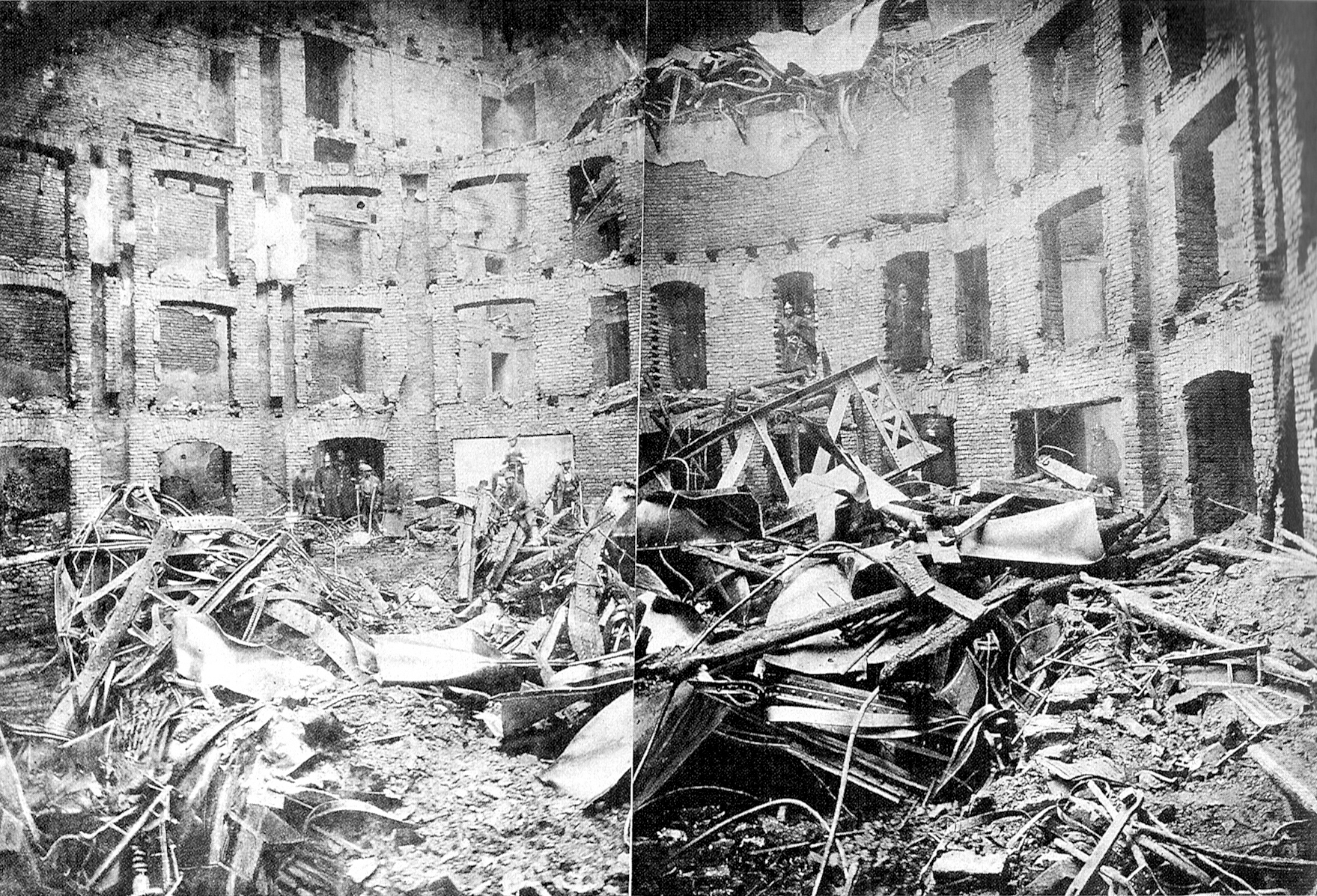
焼け落ちたリング劇場

- 1547年 - モスクワ大火 (1547年)。
- 1571年 - 1571年モスクワ大火（英語版）。クリミア・ハン国の侵入による。
- 1666年9月1日 - イギリス・ロンドン大火。市街地の85%を焼失、死者は4名にとどまる。
- 1728年10月20日 - デンマーク・コペンハーゲン大火。市街地の25%を焼失、3,650世帯が家を失った。
- 1800年5月17日 - 戦列艦「クイーン・シャーロット」で火災。死者673名。
- 1842年5月5日〜8日 - ハンブルク大火。死者51名、中心市街地の半分が焼失した。
- 1881年12月8日 - オーストリア・ウィーンリング劇場（ドイツ語版）火災。死者850名。
- 1883年 - イギリス・サンダーランドビクトリアホール火災（en:Victoria Hall disaster）。死者183名。
- 1897年5月4日 - パリのバザール・ド・ラ・シャリテで余興の映画を上映していた映写機が出火、126名が死亡し、その多くはオーストリア皇后エリーザベトの妹でアランソン公爵夫人のソフィー・シャルロット[5]をはじめとする女性貴族だった。
- 1915年5月22日 - キンティンスヒル鉄道事故。死者226名。
- 1917年4月18日 - ギリシャ・テッサロニキ大火。en:Great Thessaloniki Fire of 1917
- 1944年1月3日 - トーレ・デル・ビエルソ鉄道事故。最近の研究では総死者数500人以上とみられる。
- 1951年5月13日 - ナイジェリア・カノで映画館が火事、死者100名。
- 1960年10月24日 - ニェジェーリンの大惨事。ソビエト連邦のバイコヌール宇宙基地でR-16大陸間弾道ミサイルの発射試験中にミサイルが爆発、初代戦略ロケット軍司令官のミトロファン・ニェジェーリン砲兵元帥を始め100名以上（一説には約200名）が死亡した。
- 1963年12月22日 - 客船「Lakonia」で火災。死者128名。
- 1967年5月22日 - ベルギー・ブリュッセルイノバシオンデパート火災（fr:Incendie de l'Innovation）。死者322名。
- 1970年11月1日 - フランス・イゼール県サンローランデュポンにあるクラブ「5月7日」で火災（en:Club Cinq-Sept fire）、死者146名。
- 1977年2月25日 - ホテルロシア火災（ロシア語版）。43名が死亡。
- 1978年7月11日 - ロス・アルファケス大惨事。死者217名。
- 1979年7月12日 - スペイン・サラゴサのホテルコロナ＝デ＝アラゴンから出火（en:Hotel Corona de Aragón fire）、80名が死亡した。
- 1981年2月14日 - アイルランド・ダブリン郊外の工場を改装したナイトクラブ「スターダスト」でバレンタインデーのディスコの最中に出火（ga:Tubaiste Stardust）、48名が死亡し214名が負傷。当初は放火によるものと思われたが、遺族や被害者からの訴えによる再調査でオーナーの管理体制の不備によるものと判明した。
- 1985年5月11日 - イギリス・ブラッドフォード・サッカー場火災。試合中に出火し、56名が死亡した。
- 1987年12月17日 - スペイン・マドリードでナイトクラブから出火、82名が死亡した。
- 1988年7月6日 - 北海油田パイパー・アルファ事故。167名が死亡した。
- 1990年4月7日 - フェリー「Scandinavian Star」で火災。死者159名。
- 1991年4月10日 - フェリー「Moby Prince」がタンカー「Agip Abruzzo」と衝突。火災となり140名が死亡した。
- 1992年11月20日 -  1992年ウィンザー城火災。ウィンザー城で火災が発生。
- 1996年4月11日 - デュッセルドルフ空港でターミナル内での溶接工事から火災発生、有毒ガスが原因で17名が死亡。
- 2000年11月11日 -  オーストリアケーブルカー火災事故。155名が死亡した。
- 2002年
  - 1月27日 - ナイジェリア・ラゴスの武器庫で爆発事故から火災が発生（en:Lagos armoury explosion）。火災や避難時の混乱などで1,100名以上が死亡した。
  - 2月20日 - エジプトで列車火災事故（en:2002 Al Ayyat railway accident）。死者383名。

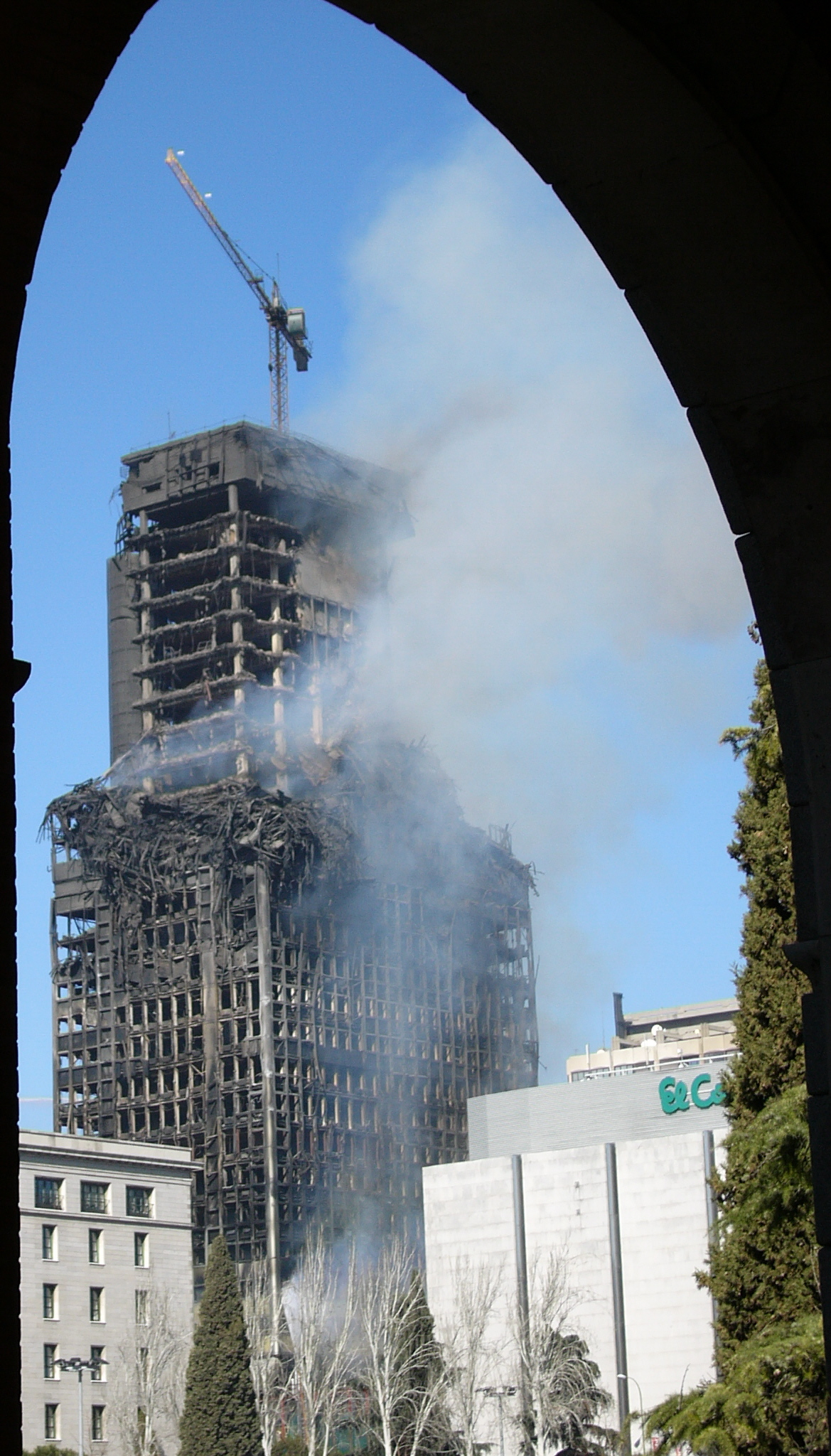
火災で上部が崩落したウィンザー・ビル

- 2005年2月12日 - スペイン・マドリードにあるウィンザー・ビル（スペイン語版）で電気系統のショートから火災が発生。深夜の発生だったため死者は出なかったが、火勢が建物全体に及び鉄骨の強度が高温で低下したことで17階以上がコア部分を残して崩壊し結果としてビルは解体撤去された。元々防火面での問題が指摘され耐火工事中の矢先の事故だった。
- 2006年12月26日 - ナイジェリア・ラゴス郊外のパイプラインで窃盗団によるガソリン窃盗事件が発生、便乗した近隣住民や付近の住宅の住民が発生した火災に巻き込まれ250名以上が死亡。
- 2007年夏 - 2007年ギリシャ山林火災。計84名が死亡した。
  - 12月25日 - ナイジェリア・ラゴス郊外のパイプラインで、パイプの亀裂から流出した原油に引火爆発、原油を持ち帰ろうと集まっていた近隣住民ら少なくとも45名が死亡した。
- 2009年
  - 1月31日 - ケニア西部・リフトバレー州モロでタンクローリーが横転し、漏れていた原油に引火・爆発、流出したガソリンを持ち帰ろうと集まった住民ら少なくとも113名が死亡したと見られる（en:Molo fire）。
  - 12月5日 - ロシア・沿ヴォルガ連邦管区のペルミにあるナイトクラブ・レイムホースで火災（en:Lame Horse fire）、死者156名。
- 2012年
  - 7月12日 - ナイジェリア南部・リバーズ州で、事故で横転したタンクローリーから漏れ出したガソリンを持ち帰ろうと住民が集まったところガソリンに引火炎上、90名以上が死亡した。
- 2013年
  - 2月26日 - ルクソール熱気球墜落事故。死者19名、熱気球事故としては史上最多の死者数を出す事故となった。
  - 10月3日 - 2013年ランペドゥーザ島難民船沈没事故。地中海でアフリカからの難民船が火災を起こして沈没、死者360名以上。
- 2017年6月14日 - グレンフェル・タワー火災 。ロンドン・北ケンジントン区に建つタワーマンション・グレンフェルタワーで低層階で火災が発生、高層階にまで延焼し消防当局の発表では死者・行方不明者79名。
- 2018年3月25日 - ケメロヴォショッピングセンター火災。ロシア・西シベリアのケメロボにあるショッピングモールで大規模な火災が発生。少なくとも子供41名を含む64名が死亡した。店舗側の防災体制の不備に加え、警備員が火災報知器のスイッチを切るなどの不適切な行動をしていたことも明らかになり、この警備員や火災安全を担当していた職員ら5名が逮捕された。
- 2019年4月15日 - ノートルダム大聖堂の火災。パリのノートルダム大聖堂で起きた大規模火災で、木造の屋根周りと尖塔が焼失。改修工事のために設置された電気系統のトラブルが原因と見られる。

## 南北アメリカ

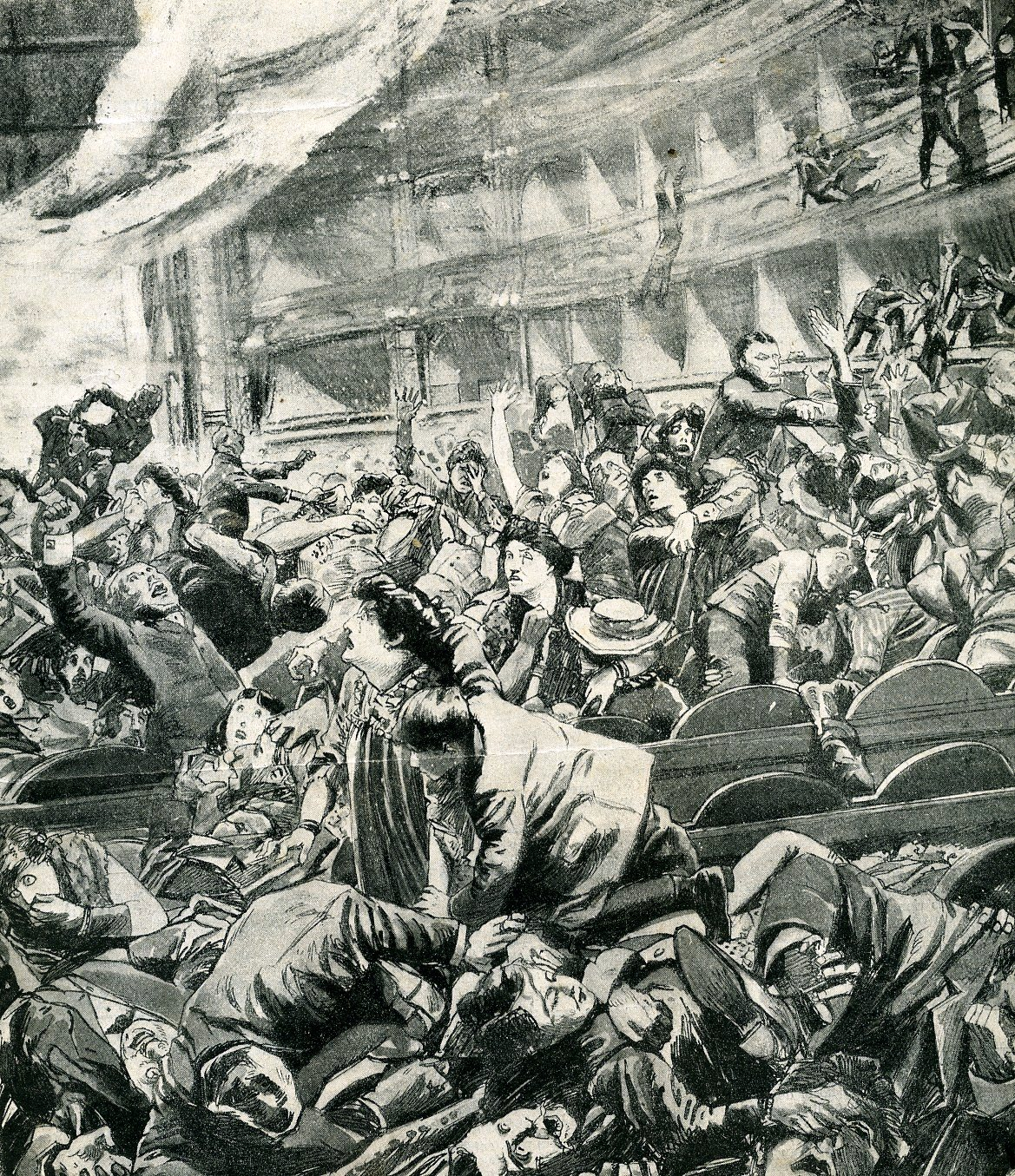
当時の新聞に載ったイロコイ劇場火災の混乱を描いた絵

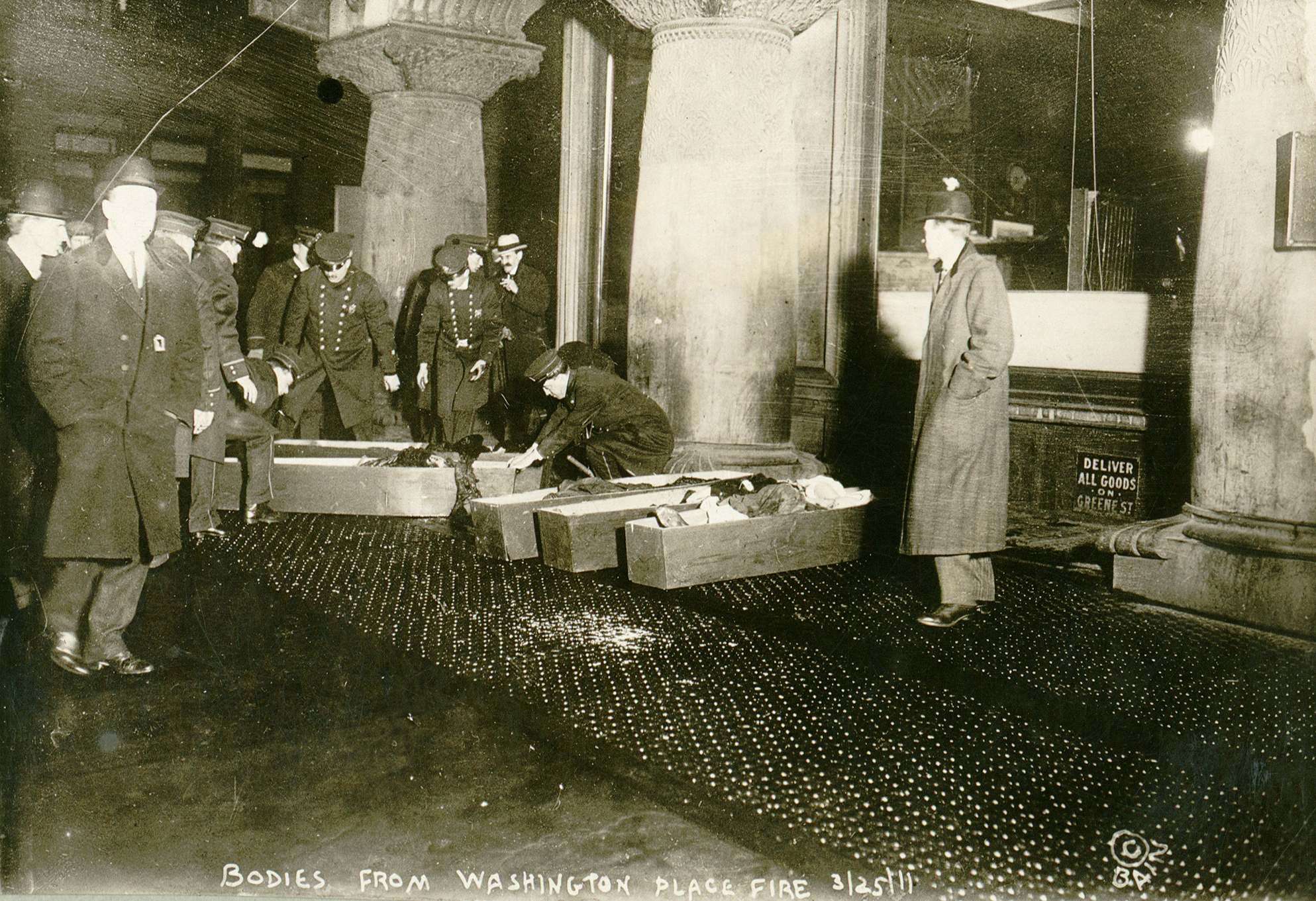
1911年のトライアングルシャツウェスト工場火災で搬送された犠牲者の遺体。

- 1840年1月13日 - 外輪船「レキシントン」が航行中に火災。乗員・乗客143名のうち139名が死亡した。
- 1863年12月8日 - チリ・サンティアゴ教会火災（en:Church of the Company Fire）。死者は大部分がミサに来ていた若い女性で、2,000名とも2,500名とも言われるが、事実か否か不明。
- 1865年4月27日 - 貨客船「サルタナ」が火災を起こして沈没。死者1,450名以上。
- 1871年10月8日 - シカゴ大火。死者250名。
- 1872年11月9日 - ボストン大火。
- 1874年 - シカゴ大火。1871年に続いて再び大火に見舞われた。
- 1903年
  - 3月4日 - レイクビュー小学校火災（英語版）。オハイオ州コリンウッド（英語版）。死者174名。
  - 12月30日 - シカゴイロコイ劇場火災。死者602名・負傷者250名。避難誘導の混乱が多くの死者を生んだ。
- 1904年6月15日 - 遊覧船「ジェネラル・スローカム」で火災。1,031名が死亡した。
- 1911年3月25日 - ニューヨーク・トライアングル・シャツウェスト工場火災。死者145名。
- 1917年12月6日 - ハリファックス大爆発。死者約2,000名。
- 1933年4月14日 - オレゴン州で山火事。1,400km2焼失。
- 1934年9月8日 - モロ・キャッスル号火災事故。135名が死亡した。
- 1937年5月6日 - ヒンデンブルク号爆発事故。死者36名。
- 1940年4月23日 - ミシシッピ州ナチェズのダンスホール「リズムクラブ」でコンサート中に火災が発生（en:Rhythm Club fire）し、演奏したバンドのメンバーや聴衆209名が死亡。犠牲者は主に黒人だった。
- 1942年11月28日 - ボストンココナッツ・グローヴ火災。死者491名。
- 1944年7月6日 - コネチカット州ハートフォードのリングリング兄弟&バーナム&ベイリーサーカスで火災（en:Hartford circus fire）。死者168名。
- 1946年12月7日 -  ワインコフホテル火災、ジョージア州アトランタ。ホテルの設立者を含む119名が死亡した。
- 1947年4月16日 - テキサス州テキサスシティ爆発事故による火災。死者584名。
- 1949年9月14日 - 客船「ノロニック」がクルーズ中に火災が発生、118名以上が死亡した。
- 1960年7月14日 - グアテマラ精神病院火災[6]。死者225名。
- 1961年12月17日 - ブラジル・ニテロイ大北米サーカス火災（en:Niterói circus fire）。死者503名。
- 1962年から継続中 - ペンシルベニア州セントラリアの坑内火災（en:Centralia mine fire）。
- 1965年11月13日 - クルーズ客船「ヤーマス・キャッスル」が火災を起こして沈没。死者90名。
- 1974年2月1日 - ブラジル・サンパウロジョエルマビル火災。死者227名。高層ビルに於ける火災対策の遅れが惨事を招いた。
- 1977年5月28日 -ビバリーヒルズ・サパー・クラブの火災、 アメリカ合衆国・ケンタッキー州サウスゲート。レストラン兼ナイトクラブ「ビバリーヒルズ・サパークラブ」で出火しダンスホールが炎上。死者164名、負傷多数。
- 1980年11月21日 - ラスベガスMGMグランドホテル火災（en:MGM Grand fire）。死者85名・負傷者534名。後に起きたデュポン・プラザ・ホテル放火事件と合わせて、宿泊施設の防災対策の不備が社会問題視されるきっかけとなった。
- 1986年
  - 2月17日 - ブラジル・リオデジャネイロにある雑居ビルで火災（スワロービル火災（ポルトガル語版））。死者21名、負傷者50名以上。
  - 12月31日 - デュポン・プラザ・ホテル放火事件、プエルトリコ・サンフアン。死者98名、負傷者140名。直接の原因は従業員による脅し目的の放火だが、スプリンクラー等の不備や盗難防止のために非常口を施錠するといったホテル側の不適切な設備により、大惨事を招いた。ホテルの防災対策の不備が社会問題視されるきっかけとなった事件の一つであり、最終的に1990年ホテル・モーテル防火安全法（英語版）の制定につながった[7]。
- 1990年 -ハッピーランド放火事件、アメリカ合衆国・ニューヨーク市ブロンクス区。死者87名、負傷者6名。直接の原因は放火だが、店の入口が一箇所だけであることに加え、以前から行政指導を受けていたにも関わらず非常口や警報器、スプリンクラーを設置しなかったため、大惨事を招いた。
- 1992年4月22日 - グアダラハラ爆発事故。死者206名。
- 2001年9月11日 - アメリカ同時多発テロ事件によるニューヨークワールドトレードセンター火災。
- 2003年2月20日 - ロードアイランド州のナイトクラブ「ザ・ステーション」で、グレイト・ホワイトのジャックによるソロ・プロジェクトのショー公演中に演出用の花火からステージに引火（ステーション・ナイトクラブ火災（英語版））。死者100名。
- 2004年
  - 8月1日 - パラグアイの大型スーパー・イクア・ボラーニョスで大火災。略奪を恐れたオーナーが全ての出口を封鎖したことで、400名以上もの死者を出した。
  - 12月30日 - アルゼンチン・ブエノスアイレスのナイトクラブで火災（en:República Cromañón nightclub fire）。死者194名。
- 2007年10月20日 - カリフォルニア州で大規模な山火事（en:October 2007 California wildfires）。
- 2012年2月14日 - ホンジュラス中部コマヤグアの刑務所で火災（en:Comayagua prison fire）。死者360名。
- 2013年
  - 1月27日 - サンタマリアナイトクラブ火災。死者239名。
  - 6月28日～7月10日 - ヤーネルヒル火災。死者19名、負傷者23名。死者はいずれも地元の消防隊のメンバーである。この実話を基に描いた伝記映画『オンリー・ザ・ブレイブ』が2017年に公開された。
- 2014年4月12日〜16日 - チリ・バルパライソの山火事（en:2014 Valparaíso wildfire）。死者15名、負傷者510名。
- 2016年
  - 7月30日 - テキサス州オースティン近郊で、観光遊覧用の熱気球が送電線に衝突した後火災が発生し墜落、乗っていた16名が死亡した。（ロックハート熱気球衝突事故（英語版））
  - 12月2日 - ゴーストシップ倉庫火災（英語版）カリフォルニア州オークランドでダンスパーティーが行われていた2階建て倉庫から出火、少なくとも36名が死亡・2名が行方不明。工業目的に使われていた筈の倉庫が住居やイベントスペースに違法に使用され被害を大きくした。
- 2017年10月8日 - 2017年10月北カリフォルニア山火事。カリフォルニア州ソノマ郡サンタクラリタで大規模な山火事が発生、少なくとも866km2が延焼、40名が死亡、行方不明者多数。
- 2019年1月〜10月 - 2019年アマゾン熱帯雨林火災。アマゾン川流域の熱帯雨林が焼けた森林火災で、野焼きの横行が原因のひとつとみられている[8]。2019年1月から8月の焼失面積が、ブラジル国内だけでも4,300平方キロメートルを超えており、地球温暖化の一因になっていると指摘されている[8]。
- 2019年9月2日 - コンセプション号火災沈没事故。カリフォルニア州ロサンゼルスの沖合でダイビング船から出火。死者33名。
- 2023年8月8日 - ハワイ・マウイ島山火事。マウイ島のラハイナの大部分が焼失。死者115名。
- 2025年1月7日 - 2025年1月カリフォルニア州南部山火事（英語版）。カリフォルニア州ロサンゼルス郡のパリセーズ山火事（英語版）を発端とする大規模山火事。

## 日本
火災#日本における主な大規模火災も参照の事。

### 16世紀以前
- 686年2月15日（天武天皇15年1月14日） - 難波宮火災。
- 1177年6月3日（安元3年4月28日） - 安元の大火（太郎焼亡）、京都。
- 1178年4月13日（治承2年3月24日） - 治承の大火（次郎焼亡）、京都。
- 1315年4月20日（正和4年3月8日） - 鎌倉大火

### 17～18世紀
- 1657年3月2日（明暦3年1月18日） - 明暦の大火。江戸(現在の東京都)で発生した大火。江戸の三大大火の1つ。 別名振袖火事。死者推定6万名以上。
- 1660年2月24日（万治3年1月14日） - 万治の大火、名古屋。
- 1663年4月15日（寛文3年3月8日） - 寛文長崎大火、長崎。
- 1683年1月25日（天和2年12月28日） - 天和の大火、江戸。
- 1698年
  - 6月1日（元禄11年4月23日） - 末次火事、長崎。
  - 10月9日（元禄11年9月6日） - 勅額火事、江戸。
- 1706年3月18日（宝永3年2月4日） - 半三郎火事、福島。福島城郭内の4分の3が焼失。
- 1708年4月28日（宝永5年3月8日） - 宝永の大火、京都。
- 1711年（宝永8年）5月11日 - 陸奥国三本木村北町（現・宮城県大崎市）にて大火、119戸を類焼[9]。
- 1724年4月14日（享保9年3月21日） - 享保の大火（妙知焼）、大坂。
- 1728年5月5日（享保13年3月27日） - 三蔵火事、越後国長岡城下（現・新潟県長岡市）。
- 1730年8月3日（享保15年6月20日） - 享保の大火（西陣焼）、京都。
- 1772年4月1日（明和9年2月29日） - 明和の大火。江戸の三大大火の1つ。
- 1788年3月7日（天明8年1月30日） - 天明の大火、京都。

### 19世紀

#### 明治維新以前（1801～1867年）
- 1806年4月22日（文化3年3月4日） - 文化の大火。江戸の三大大火の1つ。
- 1862年3月7日（文久2年2月7日） - 寅助火事、肥後国人吉（現・熊本県人吉市）。
- 1864年8月19日（元治元年7月18日） - どんどん焼け（元治の大火・鉄砲焼け）、京都。禁門の変による火災。
- 1866年11月26日（慶応2年10月21日） - 豚屋火事（関内大火）、横浜。

#### 明治維新以降（1868～1900年）
- 1872年4月3日（明治5年2月26日） - 銀座大火、東京・銀座。
- 1873年（明治6年）3月22日 - 横浜で大火、1600戸焼失。
  - 3月23日 - 函館で火災、1300戸焼失。
  - 4月18日 - 函館で火災、1000戸焼失。
  - 12月9日 - 神田・日本橋で大火、5000戸焼失。
- 1874年（明治7年）4月27日 - 浜松で火災、1400戸焼失。
  - 6月8日 - 島根県雑貨町で火災、1400戸焼失。
  - 11月17日 - 京橋霊眼島で火災、1200戸焼失。
- 1875年（明治8年）4月24日 - 飛騨高山で大火、1300戸焼失。
- 1876年（明治9年）4月12日 - 大阪道頓堀の竹田の芝居小屋から出火、中座・角座・浪花座など繁華街一帯が焼失、648戸焼失、死者150人余。
- 1879年（明治12年）3月3日 - 高岡で大火、2000戸焼失。
  - 12月6日 - 函館で大火、2200戸焼失。
  - 12月26日 - 日本橋・京橋で大火、1万1000戸焼失。
- 1880年（明治13年）1月26日 - 高崎で大火、2500戸焼失。
  - 5月10日 - 弘前で大火、1500戸焼失。
  - 5月21日 - 新潟県三条で大火、2500戸焼失。
  - 8月7日 - 新潟大火、新潟県新潟町（現在の新潟市）で発生。6000戸以上を焼失。これ以降も新潟市では大火が3度(1908年3月8日　1500戸焼失、1908年9月4日　2200戸焼失、1955年10月1日　1000戸焼失)発生している。
  - 8月8日 - 柏崎で大火、2700戸焼失。
  - 12月24日 - 大阪笠屋町で大火、3300戸焼失。
  - 12月30日 - 神田鍛冶町で大火、2200戸焼失。
- 1881年（明治14年）
  - 1月26日 ‐ 神田大火。
  - 4月25日 - 甚兵衛火事、福島県福島町（現在の福島市）。死者7名、焼失1785戸。
- 1882年（明治15年）5月15日 - 富山県氷見で大火、1600戸焼失。
- 1883年（明治16年）5月1日 - 福島県若松で大火、1500戸焼失。
- 1884年（明治17年）11月7日 - 盛岡で大火、1600戸焼失。
- 1885年（明治18年）3月12日 - 日本橋で大火、1300戸焼失。
  - 5月31日 ‐ 富山で大火、6000戸焼失。
- 1886年（明治19年）2月9日 - 松本で大火、1100戸焼失。
  - 4月30日 ‐ 秋田で大火、3500戸焼失。
  - 5月30日 ‐ 秋田で大火、3500戸焼失。
  - 12月30日 ‐ 水戸で大火、1800戸焼失。
- 1887年（明治20年）12月19日 - 日本橋蛎殻町で大火、1700戸焼失。
- 1888年（明治21年）1月4日 - 長野県松本で大火、1600戸焼失。
  - 1月31日 ‐ 横浜野毛で大火、1100戸焼失。
  - 3月8日 ‐ 福井県大野郡横町で大火、1100戸焼失。
- 1889年（明治22年）2月11日 - 静岡市一番町から出火し約1100戸焼失。
- 1892年（明治25年）
  - 1月9日 - 静岡市七間町1丁目から出火し 711戸が焼失。
  - 2月28日 - 静岡市安西2丁目から出火し 72戸が焼失。
  - 3月21日 - 大須の大火、愛知県名古屋市。
  - 5月4日 - 札幌大火、北海道札幌市。887戸焼失。札幌農学校演武場（現時計台）は学生によって類焼をまぬがれたため、翌年12月まで裁判所として使用された。
  - 12月12日 - 静岡市寺町から出火し122戸が焼失。
  - 12月14日 - 静岡市人宿町1丁目から出火し413戸が焼失。
- 1890年（明治23年）2月27日 - 浅草三間町で大火、1500戸焼失。
  - 9月5日 - 大阪西区新町で大火、2100戸焼失。
- 1893年（明治26年）3月17日 - 川越大火、埼玉県川越町（現在の川越市）。
  - 3月29日 - 松阪で大火、1500戸焼失。
- 1894年（明治27年）5月26日 - 山形市南大火、1600戸焼失。山形県山形市蝋燭町（現在の十日町2丁目）から出火し附近の小姓町方面へも広がり、小姓町遊郭は全焼した。
- 1895年（明治28年）6月2日 - 新発田で大火、2400戸焼失。
  - 10月3日 - 根室で大火、1300戸焼失。
- 1896年（明治29年）8月26日 - 函館で大火、2240戸焼失。
- 1897年（明治30年）
  - 4月22日 - 八王子大火、3341戸焼失、死者42名、負傷者223名。
  - 5月21日 - 山形県西置賜郡荒砥町で大火、2300戸焼失。
- 1898年（明治31年）3月23日 - 本郷春木町で大火、1400戸焼失。
- 1899年（明治32年）5月14日 - 宮城県白石で大火、4300戸焼失。
  - 8月12日 - 富山市で大火、4,697戸全焼[10]。横浜中区雲井町で大火、3200戸焼失。
- 1900年（明治33年）1月23日 - 光明寺村女工焼死事件、愛知県光明寺村（現在の一宮市）。死者31名。当時の劣悪な労働環境改善のきっかけとなる。
  - 6月27日 - 高岡市で大火、3600戸焼失。

### 20世紀前半

#### 1901～1910年
- 1907年（明治40年）5月10日 - 札幌区大火、北海道札幌市。336戸焼失。札幌農学校演武場（現時計台）は仮郵便局及び電信局として使用された。
- 1908年（明治41年）
  - 3月8日 - 新潟大火（「若狭屋火事」）、新潟県新潟市。
  - 9月4日 - 新潟大火、新潟県新潟市。
- 1909年（明治42年）7月31日 - 北の大火、大阪府大阪市。11,365戸焼失。
- 1910年（明治43年）5月3日 - 青森大火。死者26名、負傷者160名、焼失家屋5,200戸以上[11]。

#### 1911〜1925年
- 1911年（明治44年）
  - 4月9日 - 吉原大火、東京府江戸町2丁目。6,573戸を焼失[12]。
  - 5月8日 - 山形市北大火、山形県山形市七日町。焼失戸数1300戸、死者3名、山形県庁、山形市役所等主要官庁、学校を焼失。
- 1912年（明治45年）
  - 1月16日 - 南の大火、大阪市南区。死者4名（消防夫2名を含む）。焼失戸数5200戸[13]。
  - 2月26日 - 富山県射水郡新湊町（現・射水市）で大火、279戸焼失、死者1人[14]。
  - 4月16日 - 富山県上新川郡東岩瀬町（現・富山市）で大火、103戸焼失[14]。
- 1914年（大正3年）12月15日 - 方城大非常。福岡県田川郡方城町の方城炭鉱で爆発事故が発生、一酸化炭素中毒などで少なくとも671名（うち5名は救助作業に当たった非番の坑夫）が死亡。非公式記録によると死者1000名を超すともいわれる。
- 1917年（大正6年）5月22日 - 米沢大火、山形県米沢市。死者11名、焼失3325棟。
- 1919年（大正8年）5月19日 - 米沢大火、山形県米沢市。死者1名、焼失1385棟。
- 1923年（大正12年）9月1日 - 関東大震災による大火。火災旋風が起こり陸軍被服廠跡地（横網町公園）単独で38,000人が焼死。
- 1924年（大正13年）5月21日 - 八戸大火、青森県八戸市。死者4名、被災戸数1393棟。
- 1925年（大正14年）3月18日 - 日暮里大火、東京府日暮里町（現在の東京都荒川区）。全半焼約2100戸。

#### 1926～1940年
- 1927年（昭和2年）4月21日 - 金沢市彦三にて大火。733戸焼失[15]。
- 1929年（昭和4年）3月14日 - 石岡大火、茨城県新治郡石岡町（現在の石岡市）。
- 1930年（昭和5年）3月28日 - 石川県小松町（現・小松市）で小学校など850棟全焼[15]。
- 1931年（昭和6年）5月7日 - 山中温泉で700余戸全焼[16]。

- 1932年（昭和7年）

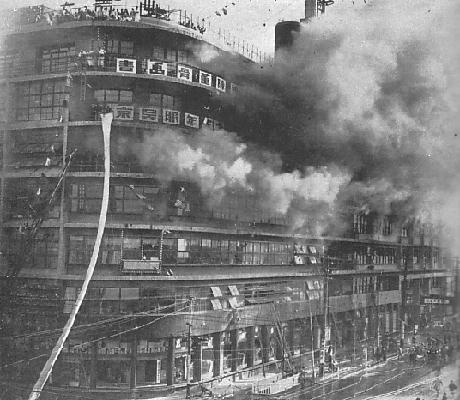
炎上する白木屋

  - 5月26日 - 富山県射水郡守山村および二上村（いずれも現在の高岡市）にて146戸焼失、付近の山林約10町歩（約10ha）も焼失[17]。
  - 12月16日 - 白木屋火災、東京府東京市日本橋区（現在の東京都中央区）。死者14名。
- 1934年（昭和9年）
  - 3月21日 - 函館大火、北海道函館市。死者2166名、焼損棟数11105棟。
  - 9月9日 - 石川県大聖寺町（現・加賀市大聖寺）で400戸を焼失[16]。
- 1937年（昭和12年）
  - 7月6日 - 広島県広島市の精神病院（私立半田救護所）から出火。病棟は外から施錠されていたため入院患者は逃げられず、22名が焼死。
  - 12月20日 - 南富田尋常小学校（現在の南白浜小学校）火災、和歌山県西牟婁郡南富田村（現在の白浜町）。講堂で映画会の最中にフィルムに引火して火災が発生、子供を含む81名が死亡した[18]。
- 1938年（昭和13年）9月6日 - 氷見町大火、富山県氷見郡氷見町（現・氷見市）。死者5名、負傷者510名[19]。
- 1940年（昭和15年）
  - 1月9日（あるいは1月8日） - 富山県黒部市の仙人谷ダムの工事にて、阿曽原谷の職員宿舎が泡雪崩で倒壊し、直後に火災が発生して26名が死亡した。工事期間中はこの火災以外にも、高熱隧道での発破用火薬の暴発や水平歩道での転落事故など多数の死者を出す事故が複数発生している。
  - 1月15日 - 静岡大火、静岡県静岡市。焼失家屋5,089戸（全焼4,991戸）、罹災人数26,000名（概数）、死者3名、負傷360名。
  - 1月29日 - 西成線列車脱線火災事故、大阪府大阪市此花区。死者189名（日本の鉄道事故としては史上最悪の記録[注 1]）。

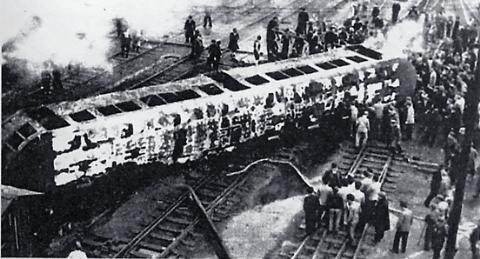
全焼した西成線のガソリンカー

#### 1941〜1945年
- 1943年（昭和18年）
  - 3月6日 - 布袋座火災、北海道虻田郡倶知安町。多数の子供を含む死者208名（単一建築物の火災としては最悪）。
  - 6月8日 - 戦艦陸奥爆沈事件。広島湾沖柱島泊地で、戦艦・陸奥が錨地変更作業の準備中に突然爆発を起こして沈没、陸奥の乗員1,121名が死亡した。原因は不明だが、人為的な爆発か現地の海底に沈んでいた爆雷によるとの説が有力。
- 1944〜1945年 本土空襲による火災。最大は1945年3月10日の東京大空襲、死者約8万人(当時の警視庁調べ)

#### 1946〜1950年
- 1946年（昭和21年）5月21日 - 富山県下新川郡内山村（現・黒部市）の宇奈月温泉にて大火発生、温泉街の9割を焼失[20][21]。
- 1947年（昭和22年）
  - 4月1日 - 富山県婦負郡細入村（現・富山市）庵谷集落にて大火発生。集落内居住戸数56戸中25戸を焼失[22]。
  - 4月17日 - 佐渡大火、新潟県佐渡島。佐渡郡両津町（現在の佐渡市）の市街地から出火し435戸315棟が全半焼。
  - 4月18日 - 青森大火、青森県青森市。市内の金沢町から出火し約800戸200棟が全半焼。
  - 4月20日 - 飯田大火、長野県飯田市。市内中心部全滅、4010戸3742棟が全半焼。
  - 4月29日 - 那珂湊大火、茨城県那珂郡那珂湊町（現在のひたちなか市）。町内の明神町から出火し1210戸1508棟が焼失。
  - 5月16日 - 北海道の空知炭鉱で大規模火災。開墾で野焼きをしていた火が燃え広がり付近の住宅地へ類焼、977戸488棟が全半焼。
- 1949年（昭和24年）
  - 1月26日 - 法隆寺金堂（奈良県生駒郡斑鳩町）の壁画が焼損。
  - 2月20日 - 能代大火、秋田県能代市。製樽工場から出火。当日は風速20mの荒天で、またたく間に市街地を類焼し2,238棟が全半焼。
  - 8月7日 - 京都府京都市東山区（現在の山科区）の京阪神急行電鉄京津線四宮車庫で原因不明の火災が発生、入庫車両27両中22両を焼失。被害総額は当時の金額で1億2000万円といわれた。
- 1950年（昭和25年）
  - 4月13日 - 熱海大火、静岡県熱海市。破壊消防で鎮火。約1万人が被災。
  - 4月14日 - 横須賀トレーラーバス火災事故。神奈川県横須賀市林の二級国道134号を走行中のトレーラーバスの客車部分にて、乗客の持ち込んだガソリン缶へ別の乗客のタバコの火が引火して火災が発生、運転席と客席が分離されていた構造から運転士が火災に気づくのが遅れて被害が拡大した。死者19名、負傷27名。
  - 7月2日 - 金閣寺放火事件、京都府京都市上京区（現・北区）。放火により鹿苑寺舎利殿（金閣）が全焼。
  - 12月20日 - 岡山県立聾学校寄宿舎火災。岡山県岡山市（現・岡山市中区）。生徒16人死亡。

### 20世紀後半

#### 1951〜1955年
- 1951年（昭和26年）
  - 4月22日 - 仙台市で火災。二日町、立町表小路、国分町に延焼し、全焼92戸、公共建物5棟全焼[23]。
  - 4月24日 - 桜木町事故、神奈川県横浜市中区。京浜東北線、死者106名。炎上する電車（桜木町事故）

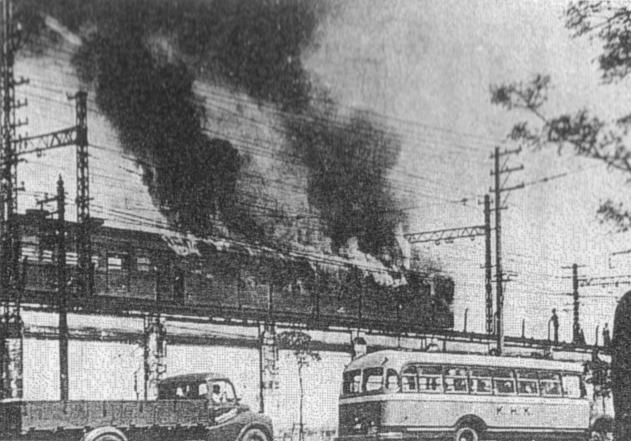
炎上する電車（桜木町事故）

  - 5月19日 - 北海道厚岸郡浜中村（現在の浜中町）の大原劇場（映画館）で火災が発生、学童を含む42人が死亡（救出後に死亡した者を含む）[24]。
  - 8月19日 - 中日スタヂアム火災、愛知県名古屋市中川区。死者4名。
- 1952年（昭和27年）4月17日 - 鳥取大火、鳥取県鳥取市。焼損棟数6786棟。
- 1953年（昭和28年）
  - 9月6日 - スバル座火災、東京都千代田区。上映中の映画館で出火、全焼するも死傷者なし。
  - 12月12日 - 青森県新和村一家7人殺害事件、青森県中津軽郡新和村（現在の弘前市）。リンゴ農家の三男が実家で父親や長男夫婦ら一家7人を射殺、後に現場の家が全焼して1人が死亡（死者は計8人）。
- 1954年（昭和29年）9月26日 - 岩内大火、北海道岩内郡岩内町。焼損棟数3299棟、死者33名。洞爺丸台風上陸中に発生。
- 1955年（昭和30年）
  - 2月17日 - 聖母の園養老院火災、神奈川県横浜市戸塚区。死者99名。聖母の園養老院の焼跡

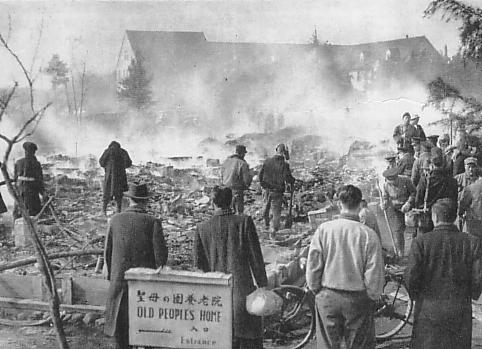
聖母の園養老院の焼跡

  - 6月18日 - 式場精神病院火災、千葉県市川市。死者18名[25]。
  - 10月1日 - 新潟大火、新潟県新潟市。焼失棟数892棟、焼失戸数972戸。

#### 1956〜1960年
- 1956年（昭和31年）
  - 5月5日 - 仙台丸光百貨店火災、宮城県仙台市。百貨店営業中の火災で、出火時2000人以上の客がいたが、従業員による適切な避難誘導により全員無事避難した。死者なし[26]。
  - 9月10日 - 魚津大火、富山県魚津市。死者5名、焼失戸数1583戸。
- 1957年（昭和32年）10月27日 - 昭和郷アパート放火事件、東京都昭島市。保険金目的で木造アパートに放火。死者8名。戦後、現住建造物等放火罪で死刑が確定した唯一の例。
- 1958年（昭和33年）
  - 2月1日 - 東京宝塚劇場火災、東京都千代田区。ミュージカル上演中に出火。死者3名[27]。
  - 3月6日 - 群馬県前橋市で連続放火の容疑者が逮捕。前橋市内では同年1月30日から2月20日までに131件の放火が行われた[28]。
  - 12月27日 - 古仁屋大火、鹿児島県大島郡瀬戸内町。焼失戸数1628戸。
- 1959年（昭和34年）6月30日 - 宮森小学校米軍機墜落事故、沖縄県石川市（現・うるま市：当時はアメリカの統治下）。死者17名、校舎など31棟全焼。
- 1960年（昭和35年）
  - 1月6日 - 日本医療伝道会衣笠病院火災、神奈川県横須賀市。産婦人科分娩室から出火。産婦や新生児など死者16名[29]。
  - 3月8日 - 徳山静養院火災、山口県徳山市（現・周南市）。消防隊進入路は有刺鉄線で囲まれ、すべての病室の窓は金網で覆われていたため、消火活動に支障をきたした。死者3名[30]。
  - 3月19日 - 国立療養所久留米病院火災、福岡県久留米市。第14病棟から出火し、精神科病棟など3棟が全焼。死者11名[31][32][33][34]。
  - 4月24日 - 石川県輪島市で大火[35]。
  - 7月22日 - レストラン東洋火災、東京都千代田区。従業員7名死亡[36]。
  - 8月20日 - 旧高松駅駅舎火災、香川県高松市。焼損棟数93棟。
  - 10月29日 - 香流精神病院火災、愛知県守山市（現・名古屋市守山区）。第6病棟中央の洗面所付近から出火。死者5名[37]。
  - 12月24日 - ひさご火災、東京都渋谷区。死者6名[38]。

#### 1961～1965年
- 1961年（昭和36年）
  - 5月5日 - 根岸国立病院火災、東京都府中市。病院の性質上、窓や非常口は施錠された上に金網で覆われていたため、避難誘導に支障をきたした。死者2名[39]。
  - 5月29日 - 白銀大火、青森県八戸市。焼失棟数1043戸。
  - 5月29日 - 三陸フェーン大火、岩手県田老町（現・宮古市）。
  - 11月30日 - 丸光百貨店火災、長野県長野市。死者なし。
- 1962年（昭和37年）
  - 1月25日 - 佐藤病院火災、東京都北多摩郡狛江町(現・狛江市）。入院患者の放火により出火。異常乾燥注意報発令中に危篤患者を含む独立不可能な患者を収容した老朽木造建物から出火したため、火の回りが早く、救助活動がままならなかった。死者7名[40]。
  - 9月13日 - 秋田山荘事件、山梨県南都留郡山中湖村の山中湖畔の別荘にて火災。一酸化炭素中毒で、死者10名。
  - 9月26日 - 福江大火、長崎県福江市（現・五島市）。戦後、長崎県下では最大の火災。
- 1963年（昭和38年）
  - 4月2日 - 日暮里大火。焼失36棟。
  - 8月8日 - 錦水別館、広島県福山市（仙酔島）。死者6名[41]。
  - 8月22日 - 西武百貨店池袋店火災、東京都豊島区。死者7名[42]。
  - 11月9日 - 三井三池三川炭鉱炭じん爆発、福岡県大牟田市・熊本県荒尾市。死者458名。
- 1964年（昭和39年）
  - 3月30日 - 常岡病院火災、兵庫県伊丹市。老朽木造建築物のため、火の回りが早かった。死者9名[43]。
  - 7月14日 - 品川勝島倉庫爆発火災、東京都品川区。危険物を貯蔵する倉庫が火災・爆発し、消防士19名が殉職。
  - 11月22日 - 吉景館火災、東京都台東区。隣接のバラック造物置兼住宅に延焼、計16棟980平方メートルを焼失。死者7名のうち、吉景館では3名、隣接建物では4名が死亡[44]。
- 1965年（昭和40年）
  - 1月11日〜12日 - 伊豆大島大火、東京都大島町。島内最大の町・元町の中心部が全焼。
  - 4月9日 - 日鉄鉱業伊王島鉱業所ガス爆発事故。
  - 6月1日 - 三井山野炭鉱ガス爆発事故、福岡県嘉穂郡稲築町（現・嘉麻市）。
  - 10月4日 - 喫茶ニューブリッジ火災、東京都足立区。鍋の空焚きにより出火。死者5名[45]。

#### 1966〜1970年
- 1966年（昭和41年）
  - 1月9日 - 金井ビル火災、神奈川県川崎市（現・川崎市川崎区）。死者12名。
  - 1月11日 - 三沢大火、青森県三沢市中央町。被災人口2152人。
  - 3月11日 - 菊富士ホテル火災、群馬県利根郡水上町（現・みなかみ町）。死者30名。
- 1967年（昭和42年）
  - 1月5日 - 植松病院火災、神奈川県横浜市西区。死者4名[46]。
  - 6月16日 - 山陽電鉄爆破事件、兵庫県神戸市垂水区、死者2名。
  - 9月13日 - 寝屋川第一センター市場火災、大阪府寝屋川市。死者5名[47]。
- 1968年（昭和43年）
  - 1月17日 - 喫茶田園火災、福岡県北九州市小倉区（現・小倉北区）。死者5名（48時間後にさらに1名死亡）[48]。
  - 2月25日 - 大伊豆ホテル火災、神奈川県足柄下郡湯河原町。死者2名[49]。
  - 3月13日 - 有楽町ビル火災、東京都千代田区。一旦避難後、着替えるために火元に戻った3名が焼死[50]。
  - 3月18日 - 国際劇場火災、東京都台東区。連絡橋である太鼓橋の下から出火。死者3名[51]。
  - 6月16日 - 横須賀線電車爆破事件、神奈川県鎌倉市。死者1名。
  - 11月2日 - 池之坊満月城火災、兵庫県神戸市兵庫区（現・北区）有馬温泉。死者30名。
- 1969年（昭和44年）
  - 1月9日 - 日本青年館火災、東京都新宿区。1939年（昭和14年）に増築した5階客室から出火。死者2名[52]。
  - 2月5日 - 磐光ホテル火災、福島県郡山市。死者31名。
  - 3月29日 - トルコその火災、東京都新宿区。特殊浴場（当時のトルコ風呂、現在はソープランド）。ボイラー用燃料の重油を約1000リットル過剰給油したため、重油が溢流したところにボイラーの火が引火した。ボイラー室が耐火構造になっていない上に、急速な火勢の拡大と構造上の問題により避難に支障をきたし、従業員5名が死亡した[53]。
  - 5月5日 - CBC放送会館火災、愛知県名古屋市中区新栄。
  - 5月18日 - 石川県加賀市片山津温泉中心部で大火（片山津大火）[54]。
  - 11月19日 - 藤井精神病院火災、徳島県阿南市。患者の放火により出火。病院の性質上、窓や非常口は施錠され金網で覆われていたため、消火活動に支障をきたした。死者6名[55]。
  - 11月27日 - 鶴見園観光ホテル鶴見園レジャーセンター火災、大分県別府市。プロパンガスの配管工事中、引き込み管に予定より1つ多くコック穴を開けたため、通ガス点火試験中に漏洩ガスに引火し、付近に山積していた可燃物に着火して出火。死者2名[56]。
- 1970年（昭和45年）
  - 4月8日 - 天六ガス爆発事故、大阪府大阪市大淀区（現・北区）。死者79名。
  - 6月29日 - 両毛病院火災、栃木県佐野市。入院患者グループ6名が共謀し、火災に乗じて脱走しようと院内のふとん収納部屋に放火した。死者17名[57]。
  - 12月26日 - 水戸市中央ビル火災、茨城県水戸市。死者2名。

#### 1971〜1975年
- 1971年（昭和46年）
  - 1月2日 - 寿司由楼火災、和歌山県和歌山市新和歌浦。死者16名。
  - 2月2日 - 小島慈恵会小島病院火災、宮城県名取郡岩沼町（現・岩沼市）。火元となった保護室は解体を予定していたため、自動火災報知設備の感知器が設置されていなかった。死者6名[58]。
  - 2月（不明） - 武蔵野市立第四中学校体育館火災、東京都武蔵野市。
  - 4月27日 - 呉市山林火災、広島県呉市。焼損面積340ha。死者18名（いずれも消防職員）。
  - 5月12日 - 田畑百貨店火災、千葉県千葉市（現・千葉市中央区）。死者1名（同百貨店の社長）。
- 1972年（昭和47年）
  - 2月25日 - 椿グランドホテル火災、和歌山県西牟婁郡白浜町。死者3名[59]。
  - 5月13日 - 千日デパート火災、大阪府大阪市南区（現・中央区）。死者118名、負傷者81名。日本のビル火災史上最悪の惨事。
  - 8月2日 - 近鉄奈良線電車爆破事件。奈良県奈良市。
  - 9月14日 - 小松製作所小山工場爆発火災、栃木県小山市。死者5名。
  - 11月6日 - 北陸トンネル火災事故、福井県敦賀市。死者30名。
- 1973年（昭和48年）
  - 3月8日 - 済生会八幡病院火災、福岡県北九州市八幡区（現・八幡東区）。死者13名。
  - 4月20日 - 青森市民病院小浜分院火災、青森県青森市。2階病室押入への放火による出火。死者3名[60]。
  - 5月28日 - 第6ポールスタービル火災、東京都新宿区歌舞伎町。死者1名。
  - 9月25日 - 西武百貨店高槻店（現・高槻阪急）火災、大阪府高槻市。開店予定日の4日前に放火される。死者6名。開店は1974年（昭和49年）11月15日に延期[61]。
  - 10月26日 - 富士高校放火事件、東京都中野区。負傷者なし。同校定時制の生徒が容疑者として逮捕。
  - 11月29日 - 大洋デパート火災、熊本県熊本市（現・熊本市中央区）下通。死者104名、負傷者124名。日本の百貨店火災としては史上最悪の惨事。
  - 12月11日 - 今井マンション火災、東京都練馬区。死者5名[62]。
- 1974年（昭和49年）
  - 1月26日 - 湯浅内科病院火災、広島県尾道市。密集地の病院でエタノールに浸した消毒用脱脂綿を電気ストーブの上に落とし、付近にあったエタノール18リットル入りの缶に引火し出火。13棟2891平方メートルを焼失。死者2名[63]。
  - 11月9日 - 第十雄洋丸事件、千葉県木更津市沖の東京湾内。死者33名。LPGタンカーと貨物船が衝突したことにより発生。
- 1975年（昭和50年）
  - 3月1日 - 池袋朝日会館火災、東京都豊島区。死者5名[64]。
  - 3月10日 - 千成ホテル火災、大阪府大阪市西成区。簡易宿泊施設。唯一の避難経路である1階玄関横の客室から出火。窓は破損を防止するため、金網で覆われていた。死者4名[65]。

#### 1976〜1980年
- 1976年（昭和51年）
  - 10月29日 - 酒田大火、山形県酒田市。22.5ヘクタールを焼失。焼損棟数1774棟。死者1名。
  - 12月4日 - 国松ビル火災、東京都墨田区。死者6名[66]。
  - 12月26日 - 三沢ビル大衆サロンらくらく酒場火災、静岡県沼津市。死者15名[67]。
- 1977年（昭和52年）
  - 2月6日 - 白石中央病院火災、北海道札幌市白石区。パイプ凍結を溶融するため、室内より窓からパイプ上面をバーナーで暖めていたところ、炭化していた外壁のモルタル壁下地板に着火し、燻燃状態を経て出火した。死者4名（うち新生児3名）[68]。
  - 5月13日 - 岩国病院火災、山口県岩国市。1階角の病室から出火。死者7名[69]。
  - 12月18日 - 旅館丸井荘火災、福島県会津若松市。2階客室から爆発をともなう出火。火元の旅館は、両側を山、背面を川で囲まれており、建物周囲からの消火活動は望めず、残る1面の前面道路上からしか消火活動ができないという悪条件が重なり、消防活動が非常に困難を極めた。死者4名[70]。
- 1978年（昭和53年）
  - 3月10日 - 今町会館ビル火災、新潟県新潟市（現・新潟市中央区）。死者11名。
  - 5月29日 - 東急ストア辻堂店火災、神奈川県藤沢市。死者1名[71]。
  - 6月12日 - 宮城県沖地震による火災。
  - 6月15日 - 半田市ビジネスホテル白馬火災、愛知県半田市。死者7名[72][73]。
  - 9月26日 - カタセビル火災、長野県松本市。死者6名[74]。
- 1979年（昭和54年）
  - 3月20日 - 大清水トンネル火災事故、群馬県利根郡水上町（現・みなかみ町）・新潟県南魚沼郡湯沢町。死者13名、上越新幹線建設に伴う掘削作業で火災。
  - 4月11日 - 富山県西礪波郡福光町（現・南砺市）で大火（福光大火）。負傷者41人、家屋や工場など焼失件数116[75]。
  - 7月11日 - 日本坂トンネル火災事故、静岡県静岡市（現・静岡市駿河区）・焼津市。死者7名、焼失自動車数173台。
  - 11月9日 - イトーヨーカ堂大山店火災、東京都板橋区。夜間に無人の物品店舗の1階から出火、負傷者4名[76]。
  - 11月20日 - パチンコ店ラッキーホール火災、福岡県遠賀郡岡垣町。唯一の避難経路の途中が出火地点であった。死者4名[77]。
- 1980年（昭和55年）
  - 8月16日 - 静岡駅前地下街爆発事故、静岡県静岡市（現・静岡市葵区）、死者15名。
  - 8月17日 - 武蔵野線古タイヤ火災、埼玉県浦和市（現・さいたま市桜区）。西浦和駅付近高架下の古タイヤ30万本が炎上。損傷により約1ヶ月間不通に。
  - 8月19日 - 新宿西口バス放火事件、東京都新宿区。死者6名。
  - 11月20日 - 川治プリンスホテル火災、栃木県塩谷郡（現・日光市）藤原町。死者45名、負傷者22名。日本の宿泊施設火災としては最悪の被害。

#### 1981〜1985年
- 1981年（昭和56年）
  - 2月28日 - サンパチンコ火災、島根県松江市。木造建物が密集した商店街の倉庫併用寄宿舎から出火し11棟に延焼した。隣接建物の住民3名が死亡[78]。
  - 3月14日 - 神奈川県川崎市幸区のカメラ部品工場で火災。死者8名。
  - 10月16日 - 北炭夕張新炭鉱ガス突出事故、北海道夕張市。坑内でガスに引火。死者93名。
- 1982年（昭和57年）
  - 2月8日 - ホテルニュージャパン火災、東京都千代田区。死者32名。スプリンクラーが設置されていなかったことが社会問題となった。
  - 3月18日 - 佐世保重工業構内蛇島岸壁船舶火災（インド船籍バラウニ号45,752t）、長崎県佐世保市。死者11名、重傷者2名[79]。重傷者のうち1名は半年後に自殺[80]。
  - 11月18日 - 庄川温泉観光ホテル火災、富山県砺波郡庄川町（現・砺波市）。死者2名。適マーク対象ホテルでは初めての死者を出す火災となった[81]。
- 1983年（昭和58年）
  - 2月21日 - 蔵王観光ホテル火災、山形県山形市。死者11名。
  - 11月22日 - つま恋ガス爆発事故、静岡県掛川市。死者14名。
- 1984年（昭和59年）
  - 1月18日 - 三井有明鉱火災事故、福岡県三池郡高田町（現・みやま市）。ベルトコンベアーから出火。死者83名。
  - 2月19日 - 青山病院火災、広島県尾道市。放火により病室から出火。死者6名（うち患者5名）[82]。
  - 5月5日 - 夕張保険金殺人事件、北海道夕張市。保険金目的で炭鉱作業員宿舎に放火。死者6名。消防職員1名が消火活動中に殉職。
  - 9月3日 - 東京国立近代美術館フィルムセンター火災、東京都中央区。収蔵品の映像フィルムに多大な被害。
  - 11月15日 - 三島ビル火災、愛媛県松山市。倉庫を改造した共同住宅の1階から出火。窓が狭小であり、2階のすべての窓と、3階の一部の窓には鉄格子がはめられており、避難を困難にした。死者8名[83]。
  - 11月16日 - 世田谷局ケーブル火災、東京都世田谷区。電電公社の通信ケーブルが延焼し、約8万9000本の電話回線や都市銀行のオンラインに被害が生じた。

#### 1986〜1990年
- 1986年（昭和61年）
  - 2月8日 - 草薙園火災、青森県弘前市。草薙園の園生が隠れてたばこを吸い、その吸い殻を積んであった寝具に捨てたため出火。死者2名[84]。
  - 2月11日 - ホテル大東館別館「山水」火災、静岡県賀茂郡東伊豆町熱川温泉。死者24名。
  - 4月21日 - 菊水館火災、静岡県賀茂郡河津町。本館1階ラウンジ近辺から出火。1927年（昭和2年）築の老朽木造建築であったこと、火災の発見・通報が遅かったこと、火災当日の夜間防火体制が警備員1名であったことなどから、火勢が強く、火の回りが早かった。死者3名[85]。
  - 7月31日 - 陽気寮火災、兵庫県神戸市北区。寮の部屋の押入から出火。自力避難不能者や自力避難困難者が犠牲になった。死者8名[86]。
- 1987年（昭和62年）
  - 2月11日 - 佛祥院火災、静岡県富士市。施設内読経室から出火。読経室は入口が施錠されており、窓には鉄格子がはめられていた。死者3名[87]。
  - 6月6日 - 東京都東村山市の老人ホーム松寿園で火災、寝たきり老人ら17名焼死。この火災を契機として、特別養護老人ホームにスプリンクラー設備の設置を義務づけられる規模が6,000m2から1,000m2に強化された[88]。
  - 9月21日 - 近鉄東大阪線ケーブル火災、大阪府東大阪市・奈良県生駒市。近鉄東大阪線（現・近鉄けいはんな線）生駒トンネル内の通信ケーブルが燃えガスが充満。死者1名。
- 1988年（昭和63年）
  - 5月18日 - プリアムーリエ号火災事故、死者11名。
  - 12月31日 - 大阪府東大阪市のアパートで火災。死者6名。
- 1989年（平成元年）
  - 2月16日 - 神奈川県横浜市神奈川区で貨物船から出火。死者11名。
  - 4月5日 - 熊谷養鶏場宿舎放火殺人事件、埼玉県熊谷市。死者1名。
  - 8月2日 - 神奈川新聞花火大会暴発事故、神奈川県横浜市中区。死者2名。大会中に花火が暴発したことにより発生。
  - 8月24日 - スカイシティ南砂火災、東京都江東区。28階建高層共同住宅の24階居室から出火。共同住宅火災ではこれまででもっとも高い階で発生した。死者なし、負傷者6名[89]。
- 1990年（平成2年）
  - 3月18日 - 長崎屋尼崎店火災、兵庫県尼崎市。死者15名、負傷者6名。スプリンクラー設置基準が強化された。「適マーク」交付の建物からの出火により、同制度の見直しのきっかけとなった。
  - 5月26日 - 東京都板橋区の石油化学工場で爆発火災。死者8名。
  - 11月23日 - 愛知県豊橋市のスナックで放火。死者5名。

#### 1991〜1995年
- 1991年（平成3年）
  - 6月3日 - 雲仙普賢岳火砕流災害。長崎県島原市。死者43名。
  - 12月22日 - 大阪府泉佐野市の植物油脂工場で火災。死者8名。
- 1992年（平成4年）
  - 6月16日 - 茨城県守谷町（現・守谷市）の花火工場で爆発火災。死者3名。
  - 10月16日 - 富士石油袖ケ浦製油所で爆発火災。千葉県袖ケ浦市。死者10名。
- 1994年（平成6年）
  - 7月6日 - 建設作業員寄宿舎火災、神奈川県海老名市。少年の放火により鉄骨造3階建寄宿舎が炎上。死者8名。
  - 12月21日 - 飯坂温泉若喜旅館本店火災、福島県福島市。死者5名。
  - 12月24日 - 靴底加工会社火災、東京都台東区。集塵機の粉塵爆発により鉄筋コンクリート造8階建ビルが炎上。死者5名。
- 1995年（平成7年）1月17日 - 阪神・淡路大震災による火災。

#### 1996〜2000年
- 1998年（平成10年）11月17日 - 白浜温泉ホテル天山閣火災、和歌山県西牟婁郡白浜町。9階建本館含む9棟が全焼する大火災にもかかわらず、宿泊者53名は全員、従業員による避難誘導に成功。
- 1999年（平成11年）
  - 3月8日 - 大阪府大阪市大正区のアパートで放火。死者5名。
  - 5月23日 - 横浜麻雀店放火事件、神奈川県横浜市鶴見区。死者7名。
  - 6月5日 - 神扇スプレー倉庫爆発火災、埼玉県幸手市。
  - 7月3日 - 大阪府豊中市のアパートで火災。死者9名。
- 2000年（平成12年）
  - 1月4日 - 静岡県下田市の新聞販売店で火災。死者7名。
  - 3月2日 - テレクラ放火殺人事件、兵庫県神戸市中央区。死者4名。
  - 6月10日 - 日進化工群馬工場爆発事故、群馬県新田郡尾島町（現・太田市）。死者4名。
  - 6月11日 - 宇都宮宝石店放火殺人事件、栃木県宇都宮市。死者6名。

### 21世紀

#### 2001～2005年
- 2001年（平成13年）
  - 5月5日 - 千葉県四街道市の解体工事業の作業員宿舎（鉄骨プレハブ造2階建）より出火。死者11名。
  - 5月8日 - 武富士弘前支店強盗殺人・放火事件、青森県弘前市。死者5名。
  - 9月1日 - 歌舞伎町ビル火災、東京都新宿区。死者44名。雑居ビルの問題点が明らかになった。
- 2002年（平成14年）
  - 9月9日 - 大阪府大阪市中央区道頓堀の中座の解体現場でガス爆発。
  - 10月1日 - ダイヤモンド・プリンセス造船中の火災。三菱重工業長崎造船所内。
- 2003年（平成15年）
  - 4月11日 - 鹿児島県鹿児島市の花火工場で爆発火災。死者10名。
  - 8月29日 - エクソンモービル名古屋油槽所火災、愛知県名古屋市港区。死者6名[90]。
  - 9月8日 - ブリヂストン栃木工場火災、栃木県黒磯市（現・那須塩原市）。約1700世帯に避難勧告。緊急消防援助隊東京都隊が出動した。鎮火に3日間。
  - 9月16日 - 名古屋立てこもり放火事件、愛知県名古屋市東区。死者3名。
  - 12月18日 - 館山市一家4人放火殺人事件、千葉県館山市。死者4名。なお、犯人は1998年にもキャバレーに放火し、従業員1人を死亡させている。
- 2004年（平成16年）12月13日、15日 - ドン・キホーテ連続放火事件、埼玉県さいたま市緑区。死者3名。

#### 2006〜2010年
- 2006年（平成18年）
  - 1月7日 - 下関駅放火事件、山口県下関市。人的被害はなかったが列車運行に多大な支障[91]。
  - 1月8日 - 長崎県大村市のグループホーム「やすらぎの里さくら館」火災。認知症の入所者7名が死亡[92]。
  - 1月17日 - 太陽石油四国事業所火災、愛媛県今治市。死者5名[93]。
- 2007年（平成19年）
  - 1月20日 - 兵庫県宝塚市のカラオケボックス店「ビート」の火災。死者3名[94]。
  - 6月19日 - 渋谷温泉施設爆発事故、東京都渋谷区。死者3名。
  - 8月20日 - チャイナエアライン120便炎上事故、沖縄県那覇市。
- 2008年（平成20年）
  - 7月29日 - 新日本製鐵八幡製鐵所火災、福岡県北九州市八幡東区。ベルトコンベヤーより出火。鎮火に1週間。
  - 8月3日 - 熊野町ジャンクション火災事故、東京都板橋区。タンクローリーが首都高速道路で横転・炎上し高架橋に損傷。復旧までに2ヵ月半。
  - 10月1日 - 大阪個室ビデオ店放火事件、大阪府大阪市浪速区。死者16名。個室ビデオ店から出火。
- 2009年（平成21年）
  - 3月8日 - 兵庫県尼崎市のショッピングセンター園和の市場火災。約5000m2全焼。
  - 3月17日 - 大分県由布市で野焼き中に「防火線」を越え延焼。死者4名。
  - 3月20日
    - 兵庫県尼崎市の難波センター市場火災。約3000m2全焼。
    - 群馬県渋川市の老人ホーム「静養ホームたまゆら」火災。死者10名[95]。

  - 7月5日 - 大阪パチンコ店放火殺人事件、大阪府大阪市此花区。死者5名。
  - 11月17日 - 浜松市麻雀店放火殺人事件、静岡県浜松市中区 (現・中央区) 。死者4名。
  - 11月22日 - 東京都杉並区高円寺駅前の雑居ビル「第8東京ビル」火災。死者4名。
- 2010年（平成22年）3月13日 - 北海道札幌市北区のグループホーム「みらいとんでん」火災。死者7名[92][96]。

#### 2011～2015年
- 2011年（平成23年）
  - 3月11日 - 東日本大震災
- 2012年（平成24年）
  - 4月22日 - 三井化学岩国大竹工場爆発事故、山口県和木町。死者1名。
  - 5月13日 - 福山ホテル火災、広島県福山市。死者7名。
- 2013年（平成25年）
  - 2月8日 - 長崎市グループホーム「ベルハウス東山手」火災、長崎市。死者5名。リコール対象のTDK製加湿器が火元[97][98]。
  - 7月12日 - 宝塚市役所放火事件、兵庫県宝塚市。負傷者6名。
  - 8月15日 - 福知山花火大会露店爆発事故、京都府福知山市。死者3名。
  - 10月11日 - 福岡市整形外科医院火災、福岡市博多区。死者10名。
- 2014年（平成26年）
  - 1月9日 - 三菱マテリアル四日市工場爆発事故、三重県四日市市。死者5名。
- 2015年（平成27年）
  - 1月3日 - 城崎温泉火災、兵庫県豊岡市。死者2名。
  - 5月1日 - 秋田県湯沢市相川で住宅火災。死者7名。
  - 5月17日 - 川崎市簡易宿泊所火災、神奈川県川崎市川崎区。死者11名。
  - 6月30日 - 東海道新幹線火災事件。死者2名。新幹線開業以来初めての列車火災事故。
  - 7月26日 - 調布市PA-46墜落事故による火災。死者3名。
  - 10月8日 - 広島県広島市中区の雑居ビルで火災。死者3名[99]。

#### 2016〜2020年
- 2016年（平成28年）
  - 10月12日 - 新座洞道火災事故、埼玉県新座市。送電ケーブルから出火し、東京都心部で大規模停電。
  - 11月6日 - 日本工業大学作品火災事故、東京都新宿区。明治神宮外苑内にて展示されていた日本工業大学の作品から出火。作品の中で遊んでいた幼児1名が死亡。
  - 12月22日 - 糸魚川市大規模火災、新潟県糸魚川市。1976年の酒田大火以来の大規模火災で約150棟、約40000m2が延焼[100]。
- 2017年（平成29年）
  - 2月16日 - アスクル基幹物流センター火災、埼玉県入間郡三芳町。約45000m2が焼損。鎮火に12日間を要した[101]。
  - 5月7日 - 福岡県北九州市小倉北区のアパートで放火[102]。死者6名。
  - 8月3日 - 東京都中央区築地の築地場外市場火災、計7棟935m2が全焼[103]。
  - 10月6日 - 日立妻子6人殺害事件
  - 12月17日 - 大宮風俗ビル火災、埼玉県さいたま市大宮区。死者5名。
- 2018年（平成30年）
  - 1月31日 - 北海道札幌市東区の自立支援住宅「そしあるハイム」火災。死者11名[104]。
  - 3月4日 - 神戸電鉄粟生線三木駅を含む3棟が全焼する火災、兵庫県三木市。死者1名[105]。
  - 7月26日 - 多摩テクノロジービルディング建設現場火災、東京都多摩市。死者5名。
  - 10月18日 - 宮城県仙台市太白区郡山で住宅火災。死者6名[106]。
  - 11月21日 - 福島県田村郡小野町飯豊で4世代9人暮らしの住宅が火災で全焼。死者7名[107]。
  - 12月16日 - 札幌不動産仲介店舗ガス爆発事故、北海道札幌市豊平区。負傷者52名。
- 2019年（令和元年）
  - 7月6日 - 大阪府高槻市の倉庫で爆発火災。死者3名[108]。
  - 7月18日 - 京都アニメーション放火殺人事件、京都府京都市伏見区。死者36名。
  - 10月31日 - 首里城火災、沖縄県那覇市首里金城町。首里城正殿・北殿・南殿が全焼。
- 2020年（令和2年）
  - 7月5日 - 静岡県吉田町の倉庫で火災。死者4名[109]。
  - 7月30日 - 郡山飲食店ガス爆発事故、福島県郡山市。死者1名。
  - 8月14日 - JRA栗東トレーニングセンターの村山厩舎で火災、滋賀県栗東市。競走馬5頭が死ぬ[110][111]。

#### 2021年以降
- 2021年（令和3年）
  - 2月21日 - 令和3年足利市山林火災（栃木県足利市）約167haが延焼。
  - 3月14日 - 徳島県徳島市の雑居ビルで、ご当地女性アイドルグループのライブ開催中に客の男が放火。負傷者1名[112]。
  - 4月1日 - 島根県松江市島根町加賀の住宅地で火災。計30棟に延焼し19棟が全焼、さらに付近の山林2000m2に燃え広がった。負傷者3名[113]。
  - 11月29日 - 大阪府大阪市此花区舞洲の日立物流倉庫で放火、19歳男性を逮捕[114]。
  - 12月17日 - 北新地ビル放火殺人事件、大阪府大阪市北区曽根崎新地。死者27名（犯人を含む）。
- 2022年（令和4年）
  - 2月1日 - クリーンパーク茂原火災（栃木県宇都宮市）
  - 2月7日 - 福岡県嘉麻市の住宅で火災。死者5名[115]。
  - 2月11日 - 三幸製菓荒川工場で火災、新潟県村上市。死者6名[116]。
  - 6月13日 - 草加市建材店放火事件、埼玉県草加市[117]。
- 2023年（令和5年）
  - 1月22日 - 神戸市兵庫区アパート火災。兵庫県神戸市兵庫区。死者4名[118]。
  - 3月7日 - 大阪市都島区マンション火災（大阪府大阪市都島区）[119]。
  - 4月13日 - 青森県六戸町の住宅で親族の92歳の男が放火。男含む5人が死亡。
  - 7月3日 - 新橋ビル爆発事故（東京都港区）[120]。
  - 9月5日 - 山陽自動車道尼子山トンネル車両火災（兵庫県相生市）
- 2024年（令和6年）
  - 1月1日 - 能登半島地震による大規模火災。約200棟に延焼（石川県輪島市）[121]。
  - 1月3日 - 鳥町食道街火災（福岡県北九州市小倉北区）
  - 11月26日 - 北海道札幌市中央区のビルで男が放火。犯人の男含む4人が負傷し、後に男は死亡した。
- 2025年（令和7年）
  - 2月26日以降 - 岩手県大船渡市における山林火災[122]。
  - 8月18日 - 道頓堀ビル火災（大阪府大阪市中央区）。消防士2名が死亡。